# 迪恩巴赫山
47°40′31″N 12°36′33″E / 47.67528°N 12.60917°E
迪恩巴赫山（德語：Dürrnbachhorn），是中歐的山峰，位於德國和奧地利接壤的邊境，屬於基姆高山脈的一部分，該山峰海拔高度1,778米，每年平均降雨量1,889毫米。